# Rolandra fruticosa
Rolandra es un género monotípico de plantas fanerógamas perteneciente a la familia de las asteráceas. Su única especie: Rolandra fruticosa, es originaria del centro y sur de América.

## Descripción
Son hierbas perennes o subarbustos, de hasta 1.5 m de alto, escandentes, escasamente ramificados; ramas estriadas a lisas, cafés con algunos tricomas finos blancos. Hojas alternas, elípticas a lanceoladas, 4–11 cm de largo y 1.5–5 cm de ancho, ápice agudo, acuminado, algunos con espinas cortas, base redondeada a obtusa, márgenes escasamente serrulados, revolutos, haz escabriúscula con pubescencia esparcida, envés conspicuamente blanco-tomentoso; pecíolos 0.5–1.5 cm de largo. Capitulescencias de glomérulos densos en las axilas de las hojas superiores y terminales, glomérulos globosos, 10–15 mm de diámetro; capítulos con 1 solo flósculo; filarias casi siempre 2, desiguales, lanceoladas, cimbiformes, lateralmente comprimidas y algo carinadas, la exterior 5–6.5 mm de largo con 1 espina aguda de 1 mm de largo, la interna 2–4 mm de largo, frecuentemente envuelta por la bráctea exterior; corolas 3–3.5 mm de largo, el tubo delgado, 1.7 mm de largo, los lobos 1.5 mm de largo, blancos; anteras 1 mm de largo; estilos ca 2 mm de largo. Aquenios obovoides, 1.5 mm de largo, ligeramente aplanados, ligeramente 5-acostillados, glandulosos; vilano de 1 serie, formando una pequeña corona lacerada, menos de 0.5 mm de largo.

## Distribución y hábitat
Localmente común. se encuentra  en áreas perturbadas en la zona atlántica; a una altitud de 10–100 metros; fl y fr ene–abr; desde Honduras a Brasil. 

## Propiedades
Es usada como medicina local. Contiene los siguientes principios activos: sesquiterpeno lactonas; glaucolidos; bourbonenolidos.

## Taxonomía
Rolandra fruticosa fue descrita por (Carlos Linneo) Kuntze y publicado en Revisio Generum Plantarum 1: 360. 1891.
Sinonimia
- Echinops fruticosus L.
- Echinops nodiflorus Lam.
- Rolandra argentea Rottb.
- Rolandra diacantha Cass.
- Rolandra monacantha Cass.